# Sin marido
Sin marido fue una telenovela argentina de Alberto Migré protagonizada por Patricia Palmer y Gustavo Garzón. Fue emitida entre enero y junio de 1988 por Canal 9 Libertad.

## Argumento
La historia se centra en la vida de una mujer casada con un millonario que no le presta atención. Incluso la indiferencia de él la hace pensar a ella que es frígida. Al final, la heroína se enamora del fisioterapeuta (Garzón) con su hijo inválido (Gonzales Abad). A contramano de la tradición de finales felices del género, en esta historia, la protagonista (Palmer) muere de cáncer en los últimos episodios de la telenovela.

## Elenco
- Patricia Palmer como Julia
- Gustavo Garzón como Bruno
- Gabriel González Abad como Federico
- Andrés Caliendo
- José Canosa (Ezequiel)
- Silvia Cichello (Nilda)
- Ivo Cutzarida (Quelo)
- Luisa D’Amico (Cuca)
- Víctor Dana
- Julio Gini (Tarsi)
- Graciela Gómez Traverso
- Norberto Gonzalo (Héctor)
- Esther Goris (Irene)
- Gustavo Guillén
- Daniel Lago (Camilo)
- Daniel Lemes
- Anahí Martella
- Carlos Mena (Natalio)
- Jean Pierre Noher (Hugo)
- Susana Ortiz (Aldana)
- Paola Papini (Nelly)
- Gabriela Peret
- Elsa Piuselli (Corina)
- Nelly Prono (Ruffina)
- Eduardo Sapac (Fredy)
- Mónica Scapparone
- Lita Soriano (Eloísa)[2]

## Personal
- Dirección: Jorge Montero
- Asistente de dirección: Rubén Da Matta
- Producción: Francisco José Fuentebuena
- Escenografía: Rubén Greco
- Iluminación: Felipe Polcaro
- Sonido y musicalización: Hugo Pérez
- Vestuario: Alicia y Estela Flores